# 実川幸
実川 幸（じつかわ こう、1981年10月18日 - ）は、福島県出身のタレント、元レースクイーン。オフィス斬所属。

## 人物
- 趣味：バイクでツーリング、料理、カクテル作り
- 特技：ボディボード

## 来歴
- 2004年、フォーミュラニッポン参戦チームでレースクイーンとして活躍。同年、小林美里と共にSUNOCO（日本サン石油）イメージガールを務める。
- 2005年、SUPER GT「FKマッシモサーキットレディ」を務める。
- 2006年、ネットアージュからフェイスネットワークに移籍。同年、フォーミュラニッポン「フォーラムエンジニアリングギャル」を務める。
- 2007年から2008年にかけて、筑波サーキットのレースクイーンを務める。
- 2008年2月付でフェイスネットワークを退所。その後アウラ・エージェントを経て現在はオフィス斬に所属している。

## 出演

### イベント
- 東京オートサロン
  - 2005年：SUNOCOブース
  - 2007年：BOMEXブース
- 東京モーターサイクルショー
  - 2008年 - 2010年：日本モーターサイクルスポーツ協会（MFJ）ブース
- フォトイメージングエキスポ（PIE）
  - 2006年：オリンパスブース